# Prêmio Multishow de Humor
Prêmio Multishow de Humor é uma competição de comediantes, que tentam mostrar seu talento através de performances de Stand up Comedy, disputando o prêmio de 25 mil reais. Ao longo de fases eliminatórias, eles se apresentavam diante de uma bancada de jurados, até então composta por Bento Ribeiro, Dani Valente, Marcelo Marrom, Natália Klein e Sérgio Mallandro, além de convidados especiais. O programa era exibido de segunda a sexta pelo canal por assinatura Multishow.

## Produção

### Prêmio Multishow do Bom Humor Brasileiro (1996–98)
O Prêmio Multishow de Humor nasceu do Prêmio Multishow do Bom Humor Brasileiro, um festival criado, promovido e exibido pelo Multishow entre 1996 e 1998. Nele, uma comissão de jurados, que incluía Marcelo Madureira (Casseta & Planeta), Cininha de Paula e o idealizador do prêmio Wilson Cunha, selecionou 28 candidatos através de 139 fitas vindas de 14 Estados. As semifinais aconteceram em Brasília, São Paulo e Rio de Janeiro, onde os escolhidos apresentaram suas performances no formato de Comédia stand-up.
Em suas três edições, grandes humoristas brasileiros tiveram seus talentos revelados. Além dos vencedores Cláudia Rodrigues, Cida Mendes e Marcelo Médici, Diogo Portugal, Heloísa Périssé, Gorete Milagres, Carlos Nunes e Bruno Motta foram alguns dos nomes revelados na competição.

### 4ª temporada (2012)
A primeira temporada do relançamento do Prêmio Multishow de Humor estreou dia 2 de julho de 2012 e contou com quase mil inscritos através do site do Multishow. Desses, 23 comediantes foram selecionados para a competição, enquanto o 24º participante foi eleito pelo público através de uma votação no site do canal.
As provas individuais e coletivas, que misturavam Comédia stand-up, imitação e improviso, foram apresentadas por Rafael Studart e julgadas pela bancada formada por Sérgio Mallandro, Natália Klein, Miá Mello e Fernando Caruso, além de convidados como Gregório Duvivier, Paulo Gustavo e Fábio Porchat.
O vencedor da edição, que teve episódios exibidos toda segunda-feira, foi Gigante Léo e o prêmio foi ter seu próprio programa na grade do Multishow. "Diário do Gigante" estreou no dia 22 de outubro de 2012.

### 5ª temporada (2013)
Nesta temporada, que estreou dia 7 de outubro de 2013, o Prêmio Multishow de Humor seguiu a mesma dinâmica na seleção de seus candidatos: a produção escolheu 23 humoristas, inscritos no site do Multishow, e o público elegeu o 24º participante, em uma enquete no site do canal.
A bacada dos jurados também foi a mesma, mas novos convidados, como Marcus Majella, Dani Valente, Samantha Schmütz e Marcelo Smigol, fizeram parte do júri. Já o prêmio passou a ser em dinheiro: 25 mil reais.
O vencedor da edição foi Paulo Vieira.

### 6ª temporada (2014)
O programa, que estreou dia 10 de abril de 2014, passou a ser exibido às quintas-feiras com apresentação de Fábio Lins. A dinâmica da seleção dos candidatos ao Prêmio Multishow de Humor e a bancada de jurados foram mantidas.
O comediante Denis Lacerda levou o prêmio de 25 mil reais.

### 7ª temporada (2015)
A atração, que durava cerca de 45 minutos, passou a ter uma hora de duração e a banca de jurados sofreu modificações. Com a saída de Miá Mello, o júri passou a ser composto por Dani Valente e Bento Ribeiro, que se juntaram aos veteranos Sérgio Mallandro, Natália Klein e Fernando Caruso. A estreia da temporada foi no dia 19 de março de 2015, com episódios exibidos toda quinta-feira.
A temporada, que teve Gabe Cielici como vencedor, foi gravada em oito dias no Rio de Janeiro e contou não só com as inscrições pela internet, mas também com uma seleção feita em sete cidade do Brasil.
Assim como nas edições anteriores, foram 23 candidatos eleitos pela produção e um candidato  escolhido pelo público, em uma enquete no site do canal. O programa teve três fases eliminatórias, com um candidato eliminado a cada episódio. Nos seis primeiros episódios, os comediantes foram divididos em grupos de quatro e apresentaram números individuais. Na segunda fase, os participantes passaram por provas individuais, que incluíram um desafio musical. Já na última etapa, 3 finalistas foram escolhidos entre os 12 competidores e a disputa aconteceu através de esquetes apresentadas.

### 8ª temporada (2016)
A partir de 2016, o Prêmio Multishow de Humor passou a ser exibido de segunda a sexta e ganhou uma nova formação em sua bancada de jurados. Fernando Caruso deixou o programa e Marcelo Marrom passou a integrar o time. O júri contou ainda com a participação de nomes como Gustavo Mendes, Hubert Aranha, Paulinho Serra, Bruna Louise e Ceará (Wellington Muniz). Fábio Lins seguiu comandando a atração.
Ao longo de 20 episódios, o público acompanhou a trajetória de 40 candidatos que concorriam ao prêmio de 25 mil reais. Após uma pré-seleção nos quatro primeiros episódios, os 24 concorrentes escolhidos passaram por mais três fases eliminatórias, que elegeram os finalistas para a etapa final.
As inscrições dos candidatos foram realizadas no site do Multishow e, pela primeira vez, não contou com a participação do público para eleger um dos participantes. Felipe Gracindo foi o vencedor da edição.

### 9ª  temporada (2017)
Sérgio Mallandro, Natália Klein, Dani Valente, Bento Ribeiro e Marcelo Marrom continuaram formando a bancada dos jurados, que não só julgaram os 28 comediantes selecionados, mas também estrelaram esquetes cômicas na fase das semifinais. A temporada estreou no dia 12 de junho e seus 20 episódios contaram com a participação de convidados como Oscar Filho, Katiuscia Canoro, Rafael Infante, Rafinha Bastos e Simone Gutierrez. 
A vitória ficou com Estevam Nabote.

### 10ª temporada (2025)
Após oito anos, a premiação voltou a ser produzida, mas agora sofrendo uma reformulação e passando a adotar o formato de reality show com 12 candidatos passando por dinâmicas como produção de esquetes, apresentação em público e provas de eliminação. Dani Calabresa foi a escolhida para ser a apresentadora do programa.

## Vencedores
| Temporada | Estreia                 | Encerramento          | Vencedor          |
| --------- | ----------------------- | --------------------- | ----------------- |
| 1ª        | 7 de fevereiro de 1996  | 17 de abril de 1996   | Cláudia Rodrigues |
| 2ª        | 12 de fevereiro de 1997 | 7 de maio de 1997     | Cida Mendes       |
| 3ª        | 11 de fevereiro de 1998 | 20 de maio de 1998    | Marcelo Médici    |
| 4ª        | 2 de julho de 2012      | 15 de outubro de 2012 | Gigante Léo       |
| 5ª        | 7 de outubro de 2013    | 20 de janeiro de 2014 | Paulo Vieira      |
| 6ª        | 10 de abril de 2014     | 07 de agosto de 2014  | Denis Lacerda     |
| 7ª        | 19 de março de 2015     | 2 de julho de 2015    | Gabe Cielici      |
| 8ª        | 27 de junho de 2016     | 22 de julho de 2016   | Felipe Gracindo   |
| 9ª        | 12 de junho de 2017     | 7 de julho de 2017    | Estevam Nabote    |
| 10ª       | 1 de julho de 2025      |                       |                   |

## Jurados
| Jurados          | Temporadas | Temporadas | Temporadas | Temporadas | Temporadas | Temporadas | Temporadas |
| Jurados          | 2012       | 2013       | 2014       | 2015       | 2016       | 2017       | 2025       |
| ---------------- | ---------- | ---------- | ---------- | ---------- | ---------- | ---------- | ---------- |
| Sergio Mallandro |            |            |            |            |            |            |            |
| Natália Klein    |            |            |            |            |            |            |            |
| Miá Mello        |            |            |            |            |            |            |            |
| Fernando Caruso  |            |            |            |            |            |            |            |
| Dani Valente     |            |            |            |            |            |            |            |
| Bento Ribeiro    |            |            |            |            |            |            |            |
| Marcelo Marrom   |            |            |            |            |            |            |            |